# 북간도 (소설)
북간도(北間島)는 예비역 대한민국 해군 소령 전역한 소설가 안수길(安壽吉)의 장편 대하 소설 작품으로 5부작이다.

## 작품 관련
이 소설 작품은 1959년 4월, 제1부가 《사상계(思想界)》에 처음으로 발표된 이후 1967년 제5부까지 완결판하여 그 끝맺음이 삼중당(三中堂)이라는 출판사에서 간행되었다. 작품 내용은 1870년 조선 시대 말기를 비롯한 소위 개화기 시대라는 어수선한 과도기에서 시작하여 그 후 1945년의 8·15 광복 시절까지 구한말 시대 민족의 수난사를 1870년에 백두산 정계비(定界碑) 답사 후 월강금지령(越江禁止令)을 무릅쓰고 두만강을 건너면서까지 북간도(현 중화인민공화국 둥베이 지방 지린 성 옌볜 조선족자치주)에 이주한 조선 시대의 청나라 북간도 이주 선구자 그 자체인 이한복 일가와 그의 직계 후손인 이창윤·이정수 부자의 무려 일가 4대를 걸친 수난과 황무지 개척 등의 투쟁 등을 통하여 그린 대하 소설이다.